# Crkva sv. Stjepana kralja u Hercegovcu
Crkva sv. Stjepana kralja u Hercegovcu župna je rimokatolička crkva u Hercegovcu, u Bjelovarsko-bilogorskoj županiji.
Prva crkva prije dolaska Turaka bila je uništena. Sadašnja crkva sv. Stjepana kralja u središtu Hercegovca, jednobrodna je klasicistička građevina s polukružnim svetištem, površine 6×7,6 m na istoku, a glavnim pročeljem na zapadu. Desno u svetištu nalazi se sakristija površine 6×5 m, a iznad glavnog pročelja je zvonik visok oko 25 m. Materijal za izgradnju crkve dopremljen je iz plošćičkih vinograda, a preostao je od crkve sv. Jakova. Crkva je stradala u Drugomu svjetskom ratu, a današnji izgled dobila je nakon obnove.
Prije je bila posvećena sv. Jakovu, a danas nosi ime sv. Stjepana kralja, mađarskoga svetca.